# Sebastián Silva
Sebastián Silva Irarrázabal (Santiago del Cile, 9 aprile 1979) è un regista, sceneggiatore, attore e musicista cileno.

## Biografia

### I primi anni
Il secondo di sette fratelli, Silva è nato a Santiago del Cile nel 1979. Dopo essersi diplomato presso la scuola cattolica del Colegio del Verbo Divino a Santiago, ha trascorso un anno a studiare cinematografia alla Escuela de Cine de Chile, prima di andare a studiare animazione a Montréal, in Canada. Qui ha allestito la prima mostra delle sue illustrazioni e ha iniziato a suonare nel gruppo musicale CHC (Congregación de Hermanos Contemplativos), registrando tre album.
La sua seconda mostra lo ha messo in contatto con Hollywood, ma il «periodo frustrante» vissuto a Los Angeles non ha portato a risultati concreti. Dopo aver lasciato Hollywood, Silva ha suonato in altre due band, Yaia e Los Mono. A New York ha esposto le sue opere, e nel frattempo ha scritto la sceneggiatura del suo primo lungometraggio, La vida me mata, insieme a Pedro Peirano.

### I primi film
Tornato in Cile, Silva ha registrato un album da solista, Iwannawin & Friends, e ha diretto La vida me mata. Uscito nel 2007, il lungometraggio ha vinto il premio come miglior film ai Chilean Pedro Sienna Award del 2008.
Nel febbraio del 2008, mettendo da parte una sceneggiatura basata sul suo viaggio a Hollywood, Silva ha co-sceneggiato, con Pedro Peirano, e diretto il suo secondo lungometraggio: Affetti & dispetti (La nana). Il film, uscito nel 2009, racconta la storia di una cameriera che cerca di mantenere il suo posto di lavoro quando questo viene messo in pericolo dopo 23 anni di servizio per una famiglia. Ha vinto diversi premi, tra cui il Grand Jury Prize - World Cinema Dramatic al Sundance Film Festival 2009, ed è stato candidato come miglior film straniero ai Golden Globe 2010 e ai NAACP Image Award 2010.

### Il riconoscimento internazionale
Silva ha collaborato nuovamente con Pedro Peirano per il suo successivo film, Gatos viejos, che è stato presentato nel 2010 al Valdivia International Film Festival in Cile e al New York Film Festival negli Stati Uniti. Nel 2012 ha fatto il suo debutto televisivo, sceneggiando, dirigendo e producendo per HBO lo show comico The Boring Life of Jacqueline.
Il successo di Affetti & dispetti ha portato Silva a presentare al Sundance Film Festival due suoi nuovi film, Magic Magic e Crystal Fairy & the Magical Cactus, entrambi interpretati dall'attore Michael Cera. Silva ha vinto il premio della regia nella categoria "World Cinema - Dramatic" per Crystal Fairy e il Los Angeles Times ha descritto Magic Magic come «un'esplorazione della follia, dell'egoismo e della brutalità emotiva». Silva ha dichiarato al Los Angeles Times che il personaggio di Cera in Magic Magic è uno dei suoi personaggi preferiti tra quelli che ha creato per i suoi film.

## Vita privata
Silva è apertamente gay e ha parlato in merito alle difficoltà che ha vissuto nel periodo scolastico: «Ho sofferto. Sono andato a una scuola privata, una scuola molto dura gestita da soli uomini, e dalla legge della giungla. Mi ricordo l'avere impulsi femminili e il mio sopprimerli. Per sopravvivere, credo».

## Filmografia

### Regista e sceneggiatore
- La vida me mata (2007)
- Affetti & dispetti (La nana) (2009)
- Gatos viejos, co-diretto con Pedro Peirano (2010)
- Magic Magic (2013)
- Crystal Fairy & the Magical Cactus (2013)
- Nasty Baby (2015)
- Madly (2016) - episodio Dance Dance Dance
- Tyrel (2018)
- Fistful of Dirt (2018)
- Rotting in the Sun (2023)

### Attore
- 31 minutos, la película, regia di Álvaro Díaz e Pedro Peirano (2008) – voce
- Lorimer, regia di Michael Lannan (2011) – cortometraggio
- Crystal Fairy & the Magical Cactus, regia di Sebastián Silva (2013)
- Nasty Baby, regia di Sebastián Silva (2015)
- Rotting in the Sun, regia di Sebastián Silva (2023)

## Discografia

### Coi CHC
- Bastante real (2003)
- What it is es lo que es (2004)
- La cosa (2007)

### Con Yaia
- Goor modning (2004)

### Coi Los Mono
- Somos los que estamos (2007)

### Solista
- Iwannawin & Friends (2005)